# Raleigh Hills, Oregon
Raleigh Hills là một khu thống kê và khu dân cư nằm trong vùng đô thị Portland, Oregon của Hoa Kỳ. Nó nằm trong những ngọn đồi tây nam thuộc quận Washington với Beaverton ở phía tây, West Slope ở phía bắc và Progress và Garden Home ở phía nam. Theo điều tra dân số năm 2000, khu thống kê này có tổng dân số là 5.865.
Raleigh Hills nằm ở giao lộ của Xa lộ Oregon 10 và Xa lộ Oregon 210.

## Lịch sử
Theo sách Oregon Geographic Names, Raleigh Hills được đặt tên của Raleigh Robinson, một cư dân của khu dân cư này. Một trạm bưu điện có tên Raleigh được thiết lập trong khu vực này vào tháng 4 năm 1892, và bị đóng cửa 12 năm sau đó. Tuyến đường xe điện của Công ty Xe lửa Nam Thái Bình Dương có một điểm dừng tại Raleigh từ năm 1914 cho đến khi tuyến đường này ngưng hoạt động năm 1930. Chi nhánh Raleigh Hills của bưu điện Portland mở cửa năm 1968. Theo một kế hoạch được quận và thành phố Beaverton thỏa thuận thì Raleigh Hills được dự trù bị Beaverton sáp nhập vào năm 2010.

## Địa lý
Raleigh Hills nằm ở vị trí 45°29'5" Bắc, 122°45'20" Tây (45.484790, -122.755575)1.
Theo Cục điều tra dân số Hoa Kỳ, khu thống kê này có tổng diện tích 1,5 dặm vuông Anh (4,0 km²), tất cả đều là đất.